# Mamma Mia! 2
«Mamma Mia! 2» (англ. Mamma Mia! Here We Go Again) — американский мюзикл режиссёра Ола Паркера. В главных ролях: Лили Джеймс, Аманда Сайфред и Пирс Броснан. Мировая премьера состоялась 11 июля 2018 года в Стокгольме.

## Сюжет
Действие происходит спустя пять лет после событий первого фильма. Софи живёт на Калокаири с одним из её «отцов» Сэмом и вдвоём они собираются открыть на острове их обновлённую семейную таверну в память о Донне, жене Сэма и матери Софи, скончавшейся за год до этого. Софи решает устроить вечеринку по случаю открытия, из-за чего на Калокаири снова приезжают знакомые ранее герои: подруги её матери, Таня и Рози, и ещё «отцы» Софи — Билл и Гарри. Одновременно, Софи узнаёт о своей беременности и в то же время испытывает неуверенность в своём браке со Скаем и просит всех рассказать ей о том, как в своё время справилась Донна: та забеременела, будучи моложе неё, но при этом ещё и не знала, кто отец ребёнка. События переносятся в прошлое, в лето 1979 года, когда Донна окончила оксфордский Нью-Колледж. Постепенно Софи узнаёт историю приезда Донны на Калокаири и её поочерёдное знакомство с Билом, Сэмом и Гарри.
Между тем, когда вечеринка уже в самом разгаре, на ней неожиданно объявляется бабушка Софи, Руби, которая в своё время отреклась от Донны.

## В ролях
- Аманда Сэйфрид — Софи Шеридан, дочь Донны Шеридан
- Доминик Купер — Скай, жених Софи
- Мэрил Стрип — Донна Шеридан
  - Лили Джеймс — Донна в молодости
- Кристин Барански — Таня Чешем-Ли
  - Джессика Кинэн Винн — Таня в молодости
- Джули Уолтерс — Рози Маллиган
  - Алекса Дейвис — Рози в молодости
- Пирс Броснан — Сэм Кармайкл, ирландско-американский архитектор и муж Донны
  - Джереми Ирвин — Сэм в молодости
- Стеллан Скарсгард — Билл Андерсон, шведский моряк и писатель / Курт, брат-близнец Билла
  - Джош Дилан — Билл в молодости
- Колин Фёрт — Гарри Брайт, английский банкир
  - Хью Скиннер — Гарри в молодости
- Энди Гарсиа — Фернандо Сьенфуэгос
- Шер — Руби Шеридан, мать Донны и бабушка Софи
- Селия Имри — вице-ректор
- Омид Джалили — греческий таможенник
- Мария Вакратсиас — София, владелица таверны
- Панос Музуракис — сын Софии
- Джерард Монако — Алексио
- Анна Антониадес — Аполлония
- Джонатан Голдсмит — Рафаэль Сьенфуэгос, брат Фернандо
- Бенни Андерссон — пианист в парижском ресторане (в титрах не указан)
- Бьорн Ульвеус — профессор в Оксфорде (в титрах не указан)

## Съёмочная группа
- Режиссёр — Ол Паркер
- Продюсер — Джуди Креймер, Гари Гоэцман
- Сценарист — Ол Паркер, Кэтрин Джонсон, Ричард Кёртис
- Композитор — Энн Дадли
- Оператор — Роберт Д. Йоумен
- Монтаж — Питер Ламберт

## Музыкальные номера
Саундтрек-альбом был выпущен 13 июля 2018 года лейблами Capitol и Polydor Records. Каждая песня представлена в фильме, за исключением «I Wonder (Departure)» и «The Day Before You Came».
1. «Thank You for the Music» (акапелла) — Софи (Аманда Сэйфрид)
2. «When I Kissed the Teacher» — Донна, Таня и Рози, а также вице-ректор (Лили Джеймс, Джессика Кинэн Винн и Алекса Дейвис, а также Селия Имри)
3. «I Wonder (Departure)» — Донна, Таня и Рози (Лили Джеймс, Джессика Кинэн Винн и Алекса Дейвис)
4. «One of Us» — Софи и Скай (Аманда Сэйфрид и Доминик Купер)
5. «Waterloo» — Донна и Гарри (Лили Джеймс и Хью Скиннер)
6. «SOS» (акапелла) — Сэм (Пирс Броснан)
7. «Why Did It Have to Be Me?» — Билл, Донна и Гарри (Джош Дилан, Лили Джеймс и Хью Скиннер)
8. «I Have a Dream» — Донна (Лили Джеймс)
9. «Kisses of Fire» — Лазарос (Панос Музуракис)
10. «Andante, Andante» — Донна (Лили Джеймс)
11. «The Name of the Game» — Донна (Лили Джеймс)
12. «Knowing Me, Knowing You» — Донна и Сэм (Лили Джеймс и Джереми Ирвин)
13. «Mamma Mia» — Донна, Таня и Рози (Лили Джеймс, Джессика Кинэн Винн и Алекса Дейвис)
14. «Angeleyes» — Рози, Таня и Софи (Джули Уолтерс, Кристин Барански и Аманда Сэйфрид)
15. «Dancing Queen» — Софи, Таня, Рози, Сэм, Билл и Гарри (Аманда Сэйфрид, Кристин Барански, Джули Уолтерс, Пирс Броснан, Стеллан Скарсгард и Колин Фёрт)
16. «I’ve Been Waiting For You» — Софи, Таня и Рози (Аманда Сэйфрид, Кристин Барански и Джули Уолтерс)
17. «Fernando» — Руби и Фернандо (Шер и Энди Гарсия)
18. «My Love, My Life» — Донна и Софи (Лили Джеймс, Мэрил Стрип, Аманда Сэйфрид)
19. «Super Trouper» — Руби, Донна, Таня, Рози, Софи, Скай, Сэм, Билл, Гарри (Шер, Мэрил Стрип, Кристин Барански, Джули Уолтерс, Аманда Сэйфрид, Доминик Купер, Лили Джеймс, Джессика Кинэн Винн, Алекса Дейвис, Пирс Броснан, Стеллан Скарсгард, Колин Фёрт, Джереми Ирвин, Джош Дилан, Хью Скиннер)
20. «Take a Chance on Me» (акапелла) — греческий таможенник (Омид Джалили, пост-титры)
21. «The Day Before You Came» — Донна (Мэрил Стрип)

## Съёмки
Съемки начались 12 августа 2017 года в Хорватии, включая остров Вис. В октябре 2017 года актеры собрались на студии «Шеппертон» в Графстве Суррей, Англия, чтобы отснять некоторые песни и танцевальные номера Шер. 2 декабря 2017 года было объявлено о завершении съемок и начале пост-продакшна.

## Прокат
Выход в широкий прокат в Бельгии, на Филиппинах и в Швеции состоялся 18 июля 2018 года, в Ирландии, Канаде и ЮАР — 20 июля 2018 года, в Гонконге, Колумбии и России — 16 августа 2018 года, в Чили — 30 августа 2018 года.

## Критика
Фильм получил высокие оценки кинокритиков. На сайте Rotten Tomatoes у картины 80 % положительных рецензий на основе 264 отзывов со средней оценкой 6,3 из 10. На Metacriticе – 60 баллов из 100 на основе 46 рецензий

## Нелогичности
Год беременности Донны показан как 1979, однако в первом фильме действия происходят в 2007, при этом Софи тогда всего 20 лет, стало быть действия второго фильма должны были происходить в 1986-87. Кроме того, в первом фильме упоминается, что мать Донны умерла.

## Третий фильм
В июне 2020 года было объявлено что фильм «Mamma Mia! 3» находится в разработке и в него войдут новые песни ABBA после воссоединения группы.